# Йован Обренович
Йован Теодорович Обренович, также известен ка Господарь Йован (серб. Јован Обреновић; 1787, Горня-Добриня — 22 января 1850, Сремски-Карловци) — представитель сербской династии Обреновичей. Дивизионный генерал, командир мораво-подринской военной области, губернатор рудницкий (с 1817) и пожегский (с 1832).

## Биография
Родился в 1787 году в деревне Горня-Добриня под городом Ужице. Второй сын Вишни Урошевич (ум. 1817) и Теодора (Тешко) Михайловича (ум. 1802). Брат Милоша Обреновича и Ефрема Обреновича.
Участник Второго Сербского восстания (1815—1817). Принимал участие в совещании в Таковском собрании и в битве при Лубиче (1815). После победы сербов над турками было создано Сербское княжество, князем которого стал Милош Обренович, старший брат Йована.
В 1825 году Йован Обренович принимал участие в подавлении восстания (Дьякова буна) против княжеской власти Милоша Обреновича. Был назначен губернатором Рудника и Пожега, построил резиденцию в городе Чачак в 1835 году. Сейчас в этом здании находится национальный музей города. В 1836 году Йован построил церковь Святого Николая в Бруснице. Сейчас на церковном кладбище находятся могилы многих членов династии Обреновичей.
В 1842 году сербский князь Михаил Обренович (племянник Йована) был отстранен от занимаемой должности. Новым князем Сербии был провозглашен Александр Карагеоргиевич, младший сын Карагеоргия. Обреновичи вынуждены были покинуть Сербию. Йован, как и его старший брат, отправился в изгнание и удалился в австрийские владения, где в 1850 году скончался в Сремски-Карловцы.

## Семья
Йован Обренович был дважды женат. Его первой женой в 1814 году стала Круна Михайлович (? — 1835), от брака с которой у него было двое детей:
- Обрен Обренович (1818—1826)
- Елизавета-Савка Обренович (1828—1834)

В 1835 году вторично женился на Анне Джоксич (1818—1880), от брака с которой у него было две дочери:
- Анастасия Обренович (1839—1933), жена с 1858 года Феодора Алексича (1825—1891)
- Ермила Обренович (1844—1918), 1-й муж с 1860 года Николай Чупич, 2-й муж с 1867 года Тихомил Николич (1832—1886)[2].